# Міколін
Міколін (пол. Mikolin, нім. Nikoline) — село в Польщі, у гміні Левін-Бжеський Бжезького повіту Опольського воєводства.
Населення — 324 особи (2011).

## Демографія
Демографічна структура станом на 31 березня 2011 року:
|          | Загалом | Допрацездатний вік | Працездатний вік | Постпрацездатний вік |
| -------- | ------- | ------------------ | ---------------- | -------------------- |
| Чоловіки | 154     | 39                 | 102              | 13                   |
| Жінки    | 170     | 38                 | 104              | 28                   |
| Разом    | 324     | 77                 | 206              | 41                   |